# Gynodiastylis ambigua
Gynodiastylis ambigua är en kräftdjursart som beskrevs av Hale 1946. Gynodiastylis ambigua ingår i släktet Gynodiastylis och familjen Gynodiastylidae. Inga underarter finns listade i Catalogue of Life.